# Protestantische Kirche (Westheim)
Die Protestantische Kirche in Westheim (Pfalz) ist das Gotteshaus einer Gemeinde der Evangelischen Kirche der Pfalz im Landkreis Germersheim. Gemeinsam mit Lingenfeld bildet die Kirchengemeinde die Protestantische Kirchengemeinde Westheim-Lingenfeld, wobei sich in Lingenfeld ebenfalls eine protestantische Kirche (Prot. Christuskirche) befindet. Einmal im Monat feiern die Katholiken im Dorf Gottesdienst in der Protestantischen Kirche.

## Frühe Westheimer Kirchengeschichte und Vorgängerbauten
Die erste Erwähnung einer Kirche in Westheim findet sich in einer Urkunde vom 8. Februar 1241. An diesem Tag überließ der Dompropst Berthold zu Speyer das seiner Propstei zustehende Patronatrecht und die Einkünfte der Kirche zu Westheim dem Stiftskapitel bei St. Guido in Speyer. Das Gotteshaus war dem Heiligen Mauritius geweiht und befand sich an der Stelle der heutigen Kirche. 1533 wurde ein Neubau errichtet oder zumindest ein größerer Umbau vollzogen. Wie die gesamte Kurpfalz wurde Westheim 1556 von der Reformation ergriffen. Durch den Spanischen Erbfolgekrieg und den Lauf der Zeit war die Kirche im 18. Jahrhundert baufällig. Am 5. Dezember 1789 wurde dem Bau einer neuen Kirche seitens des Domkapitels und des St.-Guido-Stifts schließlich zugestimmt.

## Heutiger Bau (1791/92)
Die Bautätigkeiten fanden, nach Streitigkeiten über die Finanzierung und Zuständigkeiten und dem Abbruch der alten Kirche, in den Jahren 1791/92 statt.
Nachdem am späten Abend des 3. April 1899 ein Blitzeinschlag den Dachstuhl in Brand gesetzt hatte, wurde bis 1900 eine größere Renovierung der Kirche vollzogen. Am 24. März 1945, gegen Ende des Zweiten Weltkrieges, wurde die Kirche durch Artillerietreffer und Tiefflieger schwer beschädigt. Als Folge davon wurde im Sommer 1946 ein Notdach errichtet. Der heutige, veränderte Turmhelm stammt aus dem Jahr 1954. Weitere größere Renovierungsarbeiten fanden von 1977 bis 1980 statt.

## Orgel
Die Kirchenorgel (Hersteller: Heinrich Voit) stammt aus dem Jahr 1895. Es ist eine Kegelladenorgel mit pneumatischer Spiel- und Registertraktur. Das Instrument hat 18 Register (ca. 1.000 Pfeifen) auf zwei Manualwerken und Pedal. Die Windversorgung erfolgt über einen Magazinbalg, der mittels einer mechanischen Tretanlage bzw. einem elektrischen Gebläse betrieben werden kann. 2003 wurde die Orgel unter Berücksichtigung historischer Aspekte komplett saniert.
| I Hauptwerk C–f3 |            |        |
| 1.               | Bourdon    | 16'    |
| 2.               | Prinzipal  | 08'    |
| 3.               | Flöte      | 08'    |
| 4.               | Gamba      | 08'    |
| 5.               | Salicional | 08'    |
| 6.               | Octave     | 04'    |
| 7.               | Hohlflöte  | 04'    |
| 8.               | Mixtur IV  | 02 ⁄3' |

| II Nebenwerk C–f3 |                  |        |
| 09.               | Prinzipal        | 08'    |
| 10.               | Gedeckt          | 08'    |
| 11.               | Aeoline          | 08'    |
| 12.               | Vox-cölestis     | 08'    |
| 13.               | Flûte harmonique | 04'    |
| 14.               | Cornet III       | 02 ⁄3' |

| Pedalwerk C–d1 |             |     |
| 15.            | Sub-Bass    | 16' |
| 16.            | Violon Bass | 16' |
| 17.            | Octav-Bass  | 08' |
| 18.            | Posaun-Bass | 08' |

- Koppeln: I/I (Octavkoppel), II/I, I/P, II/P, P/P (Octavkoppel)
- Spielhilfen: Collectivtritte (piano, forte, tutti)